# Luna/La preda
Luna/La preda è il primo singolo del gruppo musicale italiano Litfiba, pubblicato in formato 45 giri nel giugno 1983, inciso come premio della vittoria del secondo festival rock di Bologna e per la promozione dell'EP Litfiba uscito l'anno precedente.

## Il disco
Pelù ha affermato di aver scritto il brano La preda pensando a suo padre e al fatto che gli rimproverasse la sua passione per la musica, convinto che con questa il figlio non avrebbe mai potuto combinare nulla. Degno di nota è il ritornello, in cui Piero immagina una scena in cui un cacciatore, con i suoi luoghi comuni e il suo perbenismo, alla fine diventa preda:
Pare che un verso di Luna, invece, provocò qualche problema alla band. In particolar modo il verso "Sarò un re e un dittatore", in quanto ai concerti del gruppo cominciarono a presentarsi diversi skinheads che facevano il saluto romano. Questo creava imbarazzo, non tanto perché il pezzo piacesse ai fascisti, quanto perché chi non lo era, vedendo gli skinhead, pensava che lo fossero anche i Litfiba. Tutto si concluse quando si decise di togliere il pezzo dalle scalette.
Da quel momento in poi, Pelù evitò qualsiasi altra forma di ermetismo nei propri testi, con i quali cercava di essere evocativo senza identificare troppo le cose. Dal brano oltretutto è assente la terza strofa, presente però nella versione dell'EP.
Il 45 giri è stato ristampato in formato vinile 7" e 12" il 19 aprile 2014, in tiratura limitata, in occasione del Record Store Day.

### Lato A
- Luna[1] - 3:57

### Lato B
- La preda[2] - 3:27

## Formazione
- Piero Pelù - voce
- Ghigo Renzulli - chitarra
- Gianni Maroccolo - basso
- Antonio Aiazzi - tastiera
- Renzo Franchi - batteria